# Scatopse clavinervis
Scatopse clavinervis är en tvåvingeart som beskrevs av Lundstrom 1913. Scatopse clavinervis ingår i släktet Scatopse och familjen dyngmyggor.
Artens utbredningsområde är Ungern. Inga underarter finns listade i Catalogue of Life.